# Axelrodichthys
Axelrodichthys è un genere estinto di pesci coelacantiformi vissuti nel Cretaceo superiore, circa 112-84.9 milioni di anni fa (Albiano-Santoniano), in Africa, in Nord America e in Sud America. I fossili del genere sono stati ritrovati all'interno della Formazione Crato del Brasile, nella Formazione Tlayua del Messico, nella Formazione Ankazomihaboka del Madagascar, e nei Kem Kem Beds del Marocco.
Nel 2018, una ri-descrizione della specie tipo Axelrodichthys araripensis e uno studio comparativo di molti altri membri di mawsoniidae sono stati pubblicati da Fragoso, Brito & Yabumoto. In questi studi la specie del genere Mawsonia, M. lavocati è stata trasferita all'interno del genere Axelrodichthys.